# پینسدورف
پینسدورف (به آلمانی: Pinsdorf) یک منطقهٔ مسکونی در اتریش است که در ناحیه گموندن واقع شده‌است. پینسدورف ۳٬۸۱۹ نفر جمعیت دارد.

## خواهرخوانده
شهر التدراف، لویر باواریا خواهرخواندهٔ پینسدورف هست.